# Paramochtherus tinctus
Paramochtherus tinctus là một loài ruồi trong họ Asilidae. Paramochtherus tinctus được Theodor miêu tả năm 1980. Loài này phân bố ở vùng Cổ Bắc giới và châu Á.